# Марко Мариновић
Марко Мариновић (Чачак, 15. март 1983) бивши је српски кошаркаш а садашњи кошаркашки тренер.

## Клупска каријера
Мариновић је каријеру почео у Борцу из Чачка за који је наступао четири сезоне пре него што је 2004. године прешао у ФМП Железник. Са њима је провео две сезоне и за то време освојио национални куп 2005. године и Јадранску лигу у сезони 2005/06. Након тога следе две сезоне у Шпанији — прва (2006/07.) у Ђирони, са којом је тада освојио ФИБА Еврокуп, а друга у Менорки.
За сезону 2008/09. се вратио у Србију и потписао уговор са Црвеном звездом. У августу 2009. потписује за Валенсију. Са њима проводи једну сезону у којој осваја Еврокуп.
Сезону 2010/11. је почео у берлинској Алби, да би у марту 2011. прешао у руску екипу Краснаја Крила, где проводи остатак сезоне. Наредну сезону је такође провео у Русији али у екипи Јенисеј Краснојарска. Сезону 2012/13. је провео у екипи Левског из Софије.
У јулу 2013. је потписао једногодишњи уговор са Радничким из Крагујевца. У фебруару 2014. је постао рекордер Еврокупа по броју забележених асистенција у једној сезони.
У септембру 2014. је потписао једногодишњи уговор са словеначком Унион Олимпијом. У сезони 2015/16. био је играч Стеауе из Букурешта. Наредну сезону започео је у екипи Крајове, али их је напустио већ крајем децембра 2016. године. Последњег дана 2016. године се вратио у редове чачанског Борца. Кошаркаш Борца је био до јуна 2019. године, када је одлучио да заврши играчку каријеру и одмах затим преузме место првог тренера тог клуба. Међутим, у децембру 2020. године вратио се из играчке пензије и потписао за Ћуприју, која се такмичи у Другој српској лиги Запад, четвртом рангу такмичења. Крајем новембра 2022. престао је да обавља дужност тренера Борца.

## Репрезентација
Био је члан репрезентације Југославије до 20 година која је учествовала на Европском првенству 2000. Три године касније је био члан репрезентације Србије и Црне Горе која је освојила злато на Универзијади 2003.
За сениорску репрезентацију Србије и Црне Горе је играо на Светском првенству 2006. у Јапану. Бележио је просечно 5,3 поена по мечу.

## Успеси

### Клупски
- ФМП Железник:
  - Јадранска лига (1): 2005/06.
  - Куп Радивоја Кораћа (1): 2005.
- Сент Хосеп Ђирона:
  - ФИБА Еврокуп (1): 2006/07.
- Валенсија:
  - Еврокуп (1): 2009/10.

### Репрезентативни
- Универзијада:  2003.